# Columbia Falls (Maine)
Columbia Falls és una població dels Estats Units a l'estat de Maine (EUA). Segons el cens del 2000 tenia 599 habitants.

## Demografia
Segons el cens del 2000, Columbia Falls tenia 599 habitants, 251 habitatges, i 168 famílies. La densitat de població era de 9,4 habitants per km².
Dels 251 habitatges en un 33,1% hi vivien nens de menys de 18 anys, en un 56,6% hi vivien parelles casades, en un 8,4% dones solteres, i en un 32,7% no eren unitats familiars. En el 28,3% dels habitatges hi vivien persones soles l'11,6% de les quals corresponia a persones de 65 anys o més que vivien soles. El nombre mitjà de persones vivint en cada habitatge era de 2,39 i el nombre mitjà de persones que vivien en cada família era de 2,9.
Per edats la població es repartia de la següent manera: un 24,2% tenia menys de 18 anys, un 6,7% entre 18 i 24, un 29% entre 25 i 44, un 26% de 45 a 60 i un 14% 65 anys o més.
L'edat mediana era de 38 anys. Per cada 100 dones de 18 o més anys hi havia 102,7 homes.
La renda mediana per habitatge era de 28.864 $ i la renda mediana per família de 40.208 $. Els homes tenien una renda mediana de 28.021 $ mentre que les dones 19.625 $. La renda per capita de la població era de 14.723 $. Entorn del 12,9% de les famílies i el 19% de la població estaven per davall del llindar de pobresa.